# Coppa Italia di pallacanestro maschile 2023
La Coppa Italia di pallacanestro maschile 2023 è stata la quarantasettesima edizione del torneo. Denominata per ragioni di sponsorizzazione Frecciarossa Final Eight 2023, si è disputata dal 15 al 19 febbraio 2023 al PalaAlpitour di Torino. Si è trattato della terza edizione nell'impianto, dopo il biennio 2011 e 2012, la quarta in totale nel capoluogo piemontese considerando l'edizione del 1972 al PalaRuffini, allora limitata a quattro squadre.

Il torneo è stato vinto dalla Germani Brescia, che ha battuto in finale la Virtus Bologna con il punteggio di 84-76, vincendo così per la prima volta la competizione.

## Squadre
Le squadre qualificate sono le prime otto classificate al termine del girone di andata della Serie A 2022-2023.
1. Olimpia Milano
2. Virtus Bologna
3. Derthona Basket
4. V.L. Pesaro

1. Pall. Varese
2. Aquila Trento
3. Reyer Venezia
4. Brescia

## Tabellone
|  | Quarti di finale 15 e 16 febbraio | Quarti di finale 15 e 16 febbraio | Quarti di finale 15 e 16 febbraio |                |                | Semifinali 18 febbraio | Semifinali 18 febbraio | Semifinali 18 febbraio |  |  | Finale 19 febbraio | Finale 19 febbraio | Finale 19 febbraio |
|  |                                   |                                   |                                   |                |                |                        |                        |                        |  |  |                    |                    |                    |
|  | 1                                 | Olimpia Milano                    | 72                                |                |                |                        |                        |                        |  |  |                    |                    |                    |
|  | 8                                 | Brescia                           | 75                                |                |                |                        |                        |                        |  |  |                    |                    |                    |
|  | 8                                 | Brescia                           | 75                                |                | 8              | Brescia                | 74                     |                        |  |  |                    |                    |                    |
|  |                                   |                                   |                                   |                | 8              | Brescia                | 74                     |                        |  |  |                    |                    |                    |
|  |                                   | 4                                 | V.L. Pesaro                       | 57             |                |                        |                        |                        |  |  |                    |                    |                    |
|  | 4                                 | 4                                 | V.L. Pesaro                       | 57             | V.L. Pesaro    | 84                     |                        |                        |  |  |                    |                    |                    |
|  | 4                                 |                                   |                                   |                | V.L. Pesaro    | 84                     |                        |                        |  |  |                    |                    |                    |
|  | 5                                 | Pall. Varese                      | 80                                |                |                |                        |                        |                        |  |  |                    |                    |                    |
|  |                                   |                                   |                                   |                |                |                        |                        |                        |  |  | 8                  | Brescia            | 84                 |
|  |                                   |                                   | 2                                 | Virtus Bologna | 76             |                        |                        |                        |  |  |                    |                    |                    |
|  | 3                                 | Derthona Basket                   | 74                                |                |                |                        |                        |                        |  |  |                    |                    |                    |
|  | 6                                 | Aquila Trento                     | 70                                |                |                |                        |                        |                        |  |  |                    |                    |                    |
|  | 6                                 | Aquila Trento                     | 70                                |                | 3              | Derthona Basket        | 65                     |                        |  |  |                    |                    |                    |
|  |                                   |                                   |                                   |                | 3              | Derthona Basket        | 65                     |                        |  |  |                    |                    |                    |
|  |                                   | 2                                 | Virtus Bologna                    | 90             |                |                        |                        |                        |  |  |                    |                    |                    |
|  | 2                                 | 2                                 | Virtus Bologna                    | 90             | Virtus Bologna | 82                     |                        |                        |  |  |                    |                    |                    |
|  | 2                                 |                                   |                                   |                | Virtus Bologna | 82                     |                        |                        |  |  |                    |                    |                    |
|  | 7                                 | Reyer Venezia                     | 68                                |                |                |                        |                        |                        |  |  |                    |                    |                    |

## Tabellini

### Quarti di finale
| Arbitri: | Saverio Lanzarini (Bologna) Tolga Sahin (Messina) Alessandro Perciavalle (Torino) |

|                                               |            |                                        |
| Baron 18 Luwawu-Cabarrot, Napier 13 Datome 10 | Punti      | 16 Massinburg 13 Gabriel 11 Petrucelli |
| Hall, Luwawu-Cabarrot 4                       | Assist     | 7 Della Valle                          |
| Melli 9                                       | Rimbalzi   | 8 Nikolić                              |
| Ettore Messina                                | Allenatori | Alessandro Magro                       |

| Arbitri: | Manuel Mazzoni (Grosseto) Denny Borgioni (Roma) Edoardo Gonella (Genova) |

|                                                              |            |                             |
| Charalampopoulos 20 Abdur-Rahkman, Guðmundsson 13 Delfino 12 | Punti      | 18 Johnson 17 Ross 14 Brown |
| Delfino 4                                                    | Assist     | 7 Ross                      |
| Delfino, Kravić 6                                            | Rimbalzi   | 13 Owens                    |
| Jasmin Repeša                                                | Allenatori | Matt Brase                  |

| Arbitri: | Carmelo Paternicò (Enna) Manuel Attard (Siracusa) Guido Giovannetti (Terni) |

|                                      |            |                           |
| Belinelli 21 Shengelia 19 Hackett 13 | Punti      | 18 Parks 13 Watt 8 Willis |
| Teodosić 6                           | Assist     | 5 De Nicolao              |
| Camara, Shengelia 5                  | Rimbalzi   | 10 Parks                  |
| Sergio Scariolo                      | Allenatori | Neven Spahija             |

| Arbitri: | Michele Rossi (Arezzo) Alessandro Martolini (Roma) Gabriele Bettini (Bologna) |

|                                  |            |                                             |
| Christon 18 Daum 12 Radošević 10 | Punti      | 15 Flaccadori, Gražulis 10 Spagnolo 8 Conti |
| Christon 4                       | Assist     | 5 Flaccadori                                |
| Daum 7                           | Rimbalzi   | 7 Udom                                      |
| Marco Ramondino                  | Allenatori | Emanuele Molin                              |

### Semifinali
| Arbitri: | Roberto Begnis (Crema) Mark Bartoli (Trieste) Denny Borgioni (Roma) |

|                                             |            |                           |
| Belinelli 20 Shengelia 18 Ojeleye, Weems 11 | Punti      | 19 Harper 9 Filloy 8 Daum |
| Pajola 5                                    | Assist     | 4 Candi                   |
| Mickey 7                                    | Rimbalzi   | 10 Cain                   |
| Sergio Scariolo                             | Allenatori | Marco Ramondino           |

| Arbitri: | Saverio Lanzarini (Bologna) Manuel Attard (Siracusa) Alessandro Martolini (Roma) |

|                                       |            |                                                      |
| Della Valle 15 Massinburg 13 Akele 10 | Punti      | 14 Charalampopoulos 12 Kravić 8 Delfino, Guðmundsson |
| Della Valle 5                         | Assist     | 4 Abdur-Rahkman                                      |
| Massinburg 8                          | Rimbalzi   | 11 Kravić                                            |
| Alessandro Magro                      | Allenatori | Jasmin Repeša                                        |

### Finale
| Arbitri: | Roberto Begnis (Crema) Manuel Mazzoni (Grosseto) Guido Giovannetti (Terni) |

|                                     |            |                                                           |
| Belinelli 24 Shengelia 12 Mickey 11 | Punti      | 26 Della Valle 13 Petrucelli 9 Burns, Gabriel, Massinburg |
| Pajola 6                            | Assist     | 6 Della Valle                                             |
| Mickey, Ojeleye 8                   | Rimbalzi   | 10 Gabriel                                                |
| Sergio Scariolo                     | Allenatori | Alessandro Magro                                          |

| Quintetto titolare | Quintetto titolare | Quintetto titolare | Pt   | Rim  | Ass  |
| ------------------ | ------------------ | ------------------ | ---- | ---- | ---- |
| G                  | 44                 | Miloš Teodosić     | 7    | 2    | 1    |
| P                  | 23                 | Daniel Hackett     | 10   | 5    | 0    |
| AP                 | 34                 | Kyle Weems         | 4    | 3    | 0    |
| AG                 | 21                 | Tornik'e Shengelia | 12   | 4    | 5    |
| C                  | 14                 | Mouhammadou Jaiteh | 2    | 3    | 0    |
| Panchina:          |                    |                    |      |      |      |
| P                  | 1                  | Niccolò Mannion    | n.e. | n.e. | n.e. |
| G                  | 3                  | Marco Belinelli    | 24   | 0    | 3    |
| P                  | 6                  | Alessandro Pajola  | 0    | 1    | 6    |
| AG                 | 25                 | Jordan Mickey      | 11   | 8    | 2    |
| C                  | 29                 | Gora Camara        | n.e. | n.e. | n.e. |
| AG                 | 37                 | Semi Ojeleye       | 4    | 8    | 0    |
| AP                 | 55                 | Awudu Abass        | 2    | 2    | 0    |
| Allenatore:        |                    |                    |      |      |      |
| Sergio Scariolo    |                    |                    |      |      |      |

| Virtus Bologna |  | Brescia |

| Bologna       | Statistics         | Brescia       |
| ------------- | ------------------ | ------------- |
|               | Statistics         |               |
| 19/32 (59.4%) | Tiro da 2          | 18/37 (48.6%) |
| 7/29 (24.1%)  | Tiro da 3          | 8/23 (34.8%)  |
| 17/25 (68.0%) | Tiri liberi        | 24/26 (92.3%) |
| 16            | Rimbalzi offensivi | 12            |
| 22            | Rimbalzi difensivi | 23            |
| 38            | Rimbalzi totali    | 35            |
| 17            | Assist             | 11            |
| 13            | Palle perse        | 11            |
| 6             | Palle rubate       | 5             |
| 2             | Stoppate           | 0             |
| 26            | Falli              | 25            |

| Vincitrice Coppa Italia 2023 |
| ---------------------------- |
| Brescia 1º titolo            |

| Quintetto titolare | Quintetto titolare | Quintetto titolare | Pt   | Rim  | Ass  |
| ------------------ | ------------------ | ------------------ | ---- | ---- | ---- |
| P                  | 6                  | Aleksej Nikolić    | 1    | 1    | 2    |
| G                  | 8                  | Amedeo Della Valle | 26   | 3    | 6    |
| A                  | 34                 | David Moss         | 2    | 2    | 1    |
| AG                 | 1                  | Kenny Gabriel      | 9    | 10   | 0    |
| C                  | 21                 | Tai Odiase         | 5    | 4    | 0    |
| Panchina:          |                    |                    |      |      |      |
| G                  | 5                  | C.J. Massinburg    | 9    | 2    | 0    |
| GA                 | 11                 | John Petrucelli    | 13   | 5    | 0    |
| G                  | 12                 | Ryan Taylor        | n.e. | n.e. | n.e. |
| AC                 | 23                 | Christian Burns    | 9    | 2    | 0    |
| P                  | 24                 | Tommaso Laquintana | n.e. | n.e. | n.e. |
| PG                 | 25                 | David Cournooh     | 8    | 1    | 2    |
| A                  | 45                 | Nicola Akele       | 2    | 2    | 0    |
| Allenatore:        |                    |                    |      |      |      |
| Alessandro Magro   |                    |                    |      |      |      |

## Premi individuali
| Premio                | Giocatore          | Squadra        | Note  |
| --------------------- | ------------------ | -------------- | ----- |
| MVP                   | Amedeo Della Valle | Brescia        | [ 1 ] |
| Best offensive player | Marco Belinelli    | Virtus Bologna | [ 4 ] |
| Miglior assist man    | Amedeo Della Valle | Brescia        | [ 1 ] |
| Miglior difensore     | David Cournooh     | Brescia        | [ 5 ] |
| Miglior italiano      | Amedeo Della Valle | Brescia        | [ 1 ] |
| Miglior Under-22      | Matteo Spagnolo    | Aquila Trento  | [ 6 ] |

| Miglior quintetto del torneo | Miglior quintetto del torneo |
| ---------------------------- | ---------------------------- |
| Daniel Hackett               | Virtus Bologna               |
| Amedeo Della Valle           | Brescia                      |
| Marco Belinelli              | Virtus Bologna               |
| C.J. Massinburg              | Brescia                      |
| Kenny Gabriel                | Brescia                      |